# Zitzenspray
Ein Zitzenspray ist eine Arzneiform, die als Tierarzneimittel Anwendung findet. Zitzensprays liegen üblicherweise als Lösung vor, wobei sie gegebenenfalls vor der Anwendung verdünnt werden müssen. Die Zitzen des zu melkenden Tieres werden entweder vor oder nach dem Melken mit der Lösung eingesprüht. Der Zweck des Sprays liegt darin, die Anzahl pathogener Mikroorganismen an den Zitzen zu reduzieren. Außerdem wird die Haut durch die Befeuchtung erweicht. Darüber hinaus soll die Anwendung das Abheilen von Läsionen fördern, da sich dort Bakterien ansammeln könnten.